# Simpsonichthys semiocellatus
Simpsonichthys semiocellatus är en fiskart som först beskrevs av Costa och Nielsen, 1997.  Simpsonichthys semiocellatus ingår i släktet Simpsonichthys och familjen Rivulidae. Inga underarter finns listade i Catalogue of Life.